# 成都東駅
成都東駅（せいとひがしえき、中国語簡体字：成都东站、正体字：成都東站）は中華人民共和国四川省成都市成華区にある、中国鉄路総公司（CR）成都鉄路局が管轄する駅である。かつてはほぼ同じ位置に成昆線の沙河堡駅が存在した。
本項では、近接する成都軌道交通の成都東客站駅についても記述する。

## 乗り入れ路線
中国鉄路総公司
成渝旅客専用線
西成旅客専用線
成貴旅客専用線
遂成線
成昆線
成都軌道交通
■2号線
■7号線

## 歴史
- 2008年11月29日 - 沙河堡駅の跡地に成都東駅の建設開始。
- 2011年5月8日 - 中国国鉄の駅が開業。
- 2012年9月16日 - 成都軌道交通2号線の駅が開業。
- 2017年12月6日 - 成都軌道交通7号線の駅が開業。

## 駅構造

### 中国鉄路総公司
単式ホーム2面、島式ホーム12面を持つ高架駅である。駅の面積は10.8万平方メートルである。
成昆線、遂成線、西成旅客専用線、成貴旅客専用線、成渝旅客専用線の列車が発着する。

### 成都軌道交通
地下3階構造で、地下1階が改札階、地下2階が2号線ホーム階、地下3階が7号線ホーム階となっている。2号線・7号線共に島式ホーム1面2線構造。

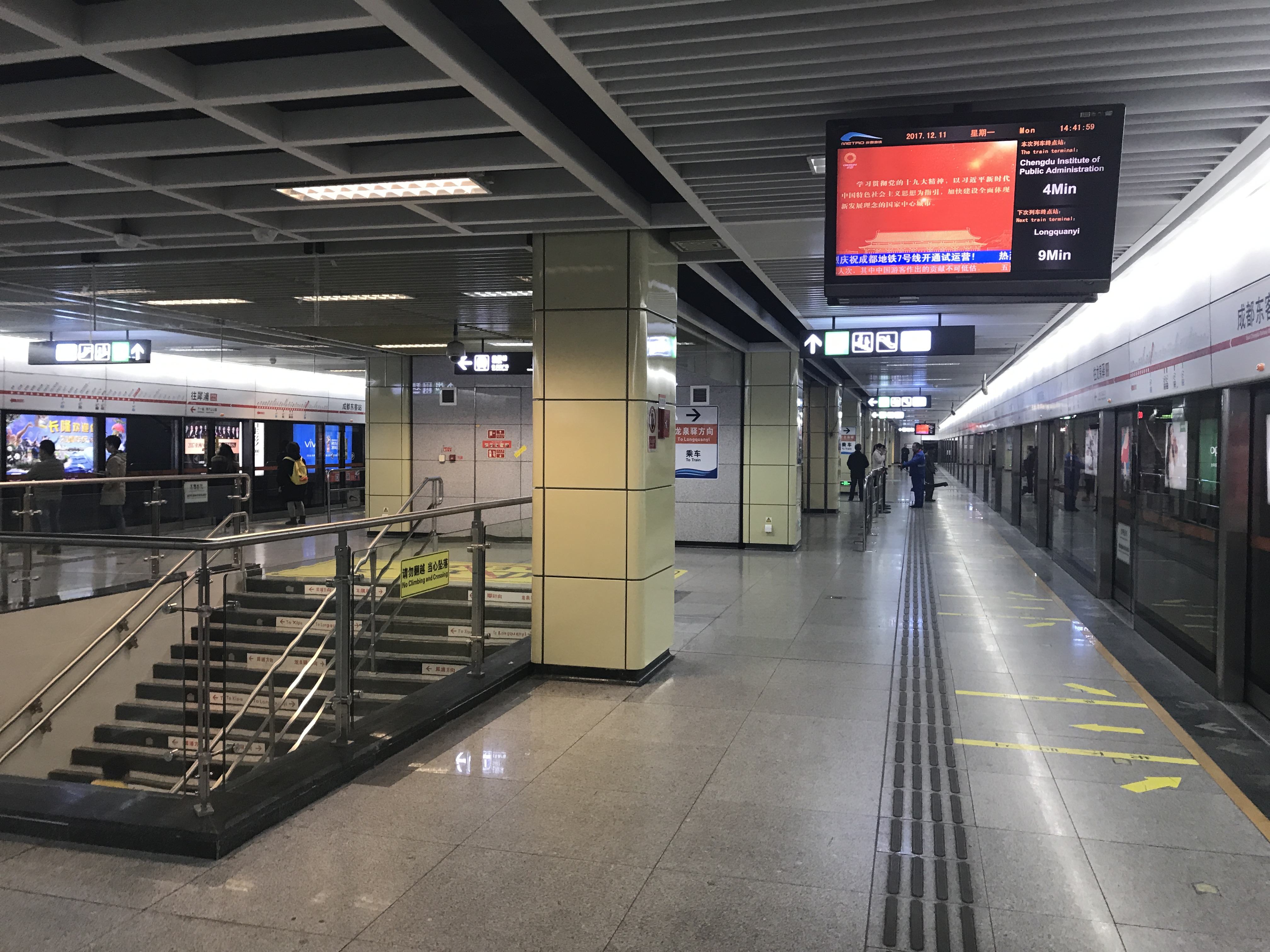
2号線ホーム（B2F）
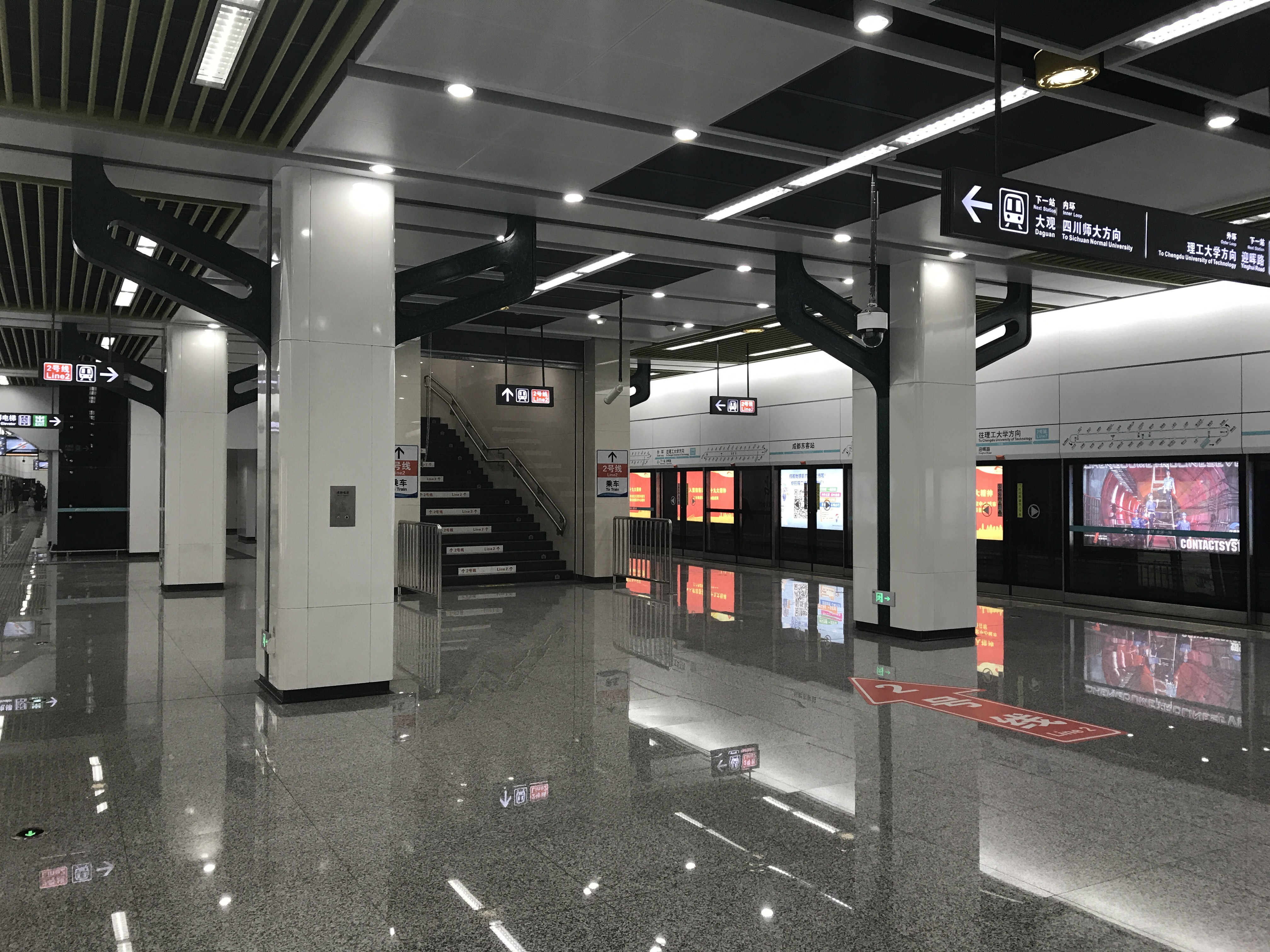
7号線ホーム（B3F）

## 隣の駅
中国鉄路総公司
成渝旅客専用線
成都東駅 - 簡陽南駅
西成旅客専用線
新都東駅 - 成都東駅
成貴旅客専用線
成都東駅 - 成都南駅
遂成線
石板灘駅 - 成都東駅
成昆線
八里駅 - 成都東駅 - 成都南駅
成都軌道交通
■2号線
塔子山公園駅 - 成都東客站駅 - 成渝立交駅
■7号線
迎暉路駅 - 成都東客站駅 - 大観駅